# Динамо (Житомир)
«Динамо»  — радянський український футбольний клуб, який представляв місто Житомир. У 1946 році виступав у чемпіонаті СРСР.

## Історія
Футбольна команда «Динамо» (Житомир) заснована 1928 року. У 1936 році дебютував у Кубку СРСР. У 1944 році клуб було відроджено. У 1946 році виступав у третій групі чемпіонату СРСР. Посів 8 місце в групі з 10 команд. Потім брав участь у футбольних турнірах чемпіонату УРСР. У 1945-1954 роках постійно вигравав чемпіонат Житомирської області та, за винятком 1949 та 1951 років, Кубок Житомирської області. У 1955 році виступав на чемпіонаті України серед команд з фізичної культури. У 1956 році команду розформували.